# 두산퓨얼셀
두산퓨얼셀 주식회사는 수소연료전지 산업을 하는 두산그룹 계열의 대한민국의 기업이다. 친환경 수소 버스에 연료전지를 공급한다. 친환경 상용차를 생산하는 하이엑시움모터스를 자회사로 두고 있다.

## 역사
2014년 7월, 두산은 주택용 연료전지 업체인 퓨얼셀파워와의 합병 추진을 결정한 후 미국의 건물용 연료전지 제조 업체인 클리어엣지파워의 자산과 영업부채를 3240만 달러에 인수하여 두산 퓨얼셀 아메리카를 출범시켰다. 퓨얼셀파워는 2001년 설립된 주택용 및 중소건물용 연료전지 제조사로 2013년 한국거래소 코넥스 시장에 상장되었던 기업이다.
2018년 1월, 두산퓨얼셀과 한화에너지, 한국동서발전 등은 특수목적법인 대산그린에너지를 설립하고 세계 최초의 부생수소 발전소 대산 수소연료전지발전소를 충청남도 서산시에 건설하였다. 두산퓨얼셀은 이 발전소에 자사가 개발한 440kW 부생수소 연료전지 114대(총 용량 50MW)를 공급하였으며 유지 보수를 맡고 있다.
2025년 한국전력기술, 금호기술, LS일렉트릭과 체결한 4,000억 원 규모의 연료전지 시스템 공급 계약을 착수지시서 장기 미발급에 따라 발주처와의 합의를 통해 해지했다.

## 제품
두산퓨얼셀은 고체산화물연료전지(SOFC)와 인산형연료전지(PAFC)를 포함한 연료전지를 생산하고 있다.
2016년 2월 착공하여 2017년 1월부터 양산에 들어간 익산공장은 2022년 10월 증설하여 연간 최대 300메가와트(㎿), 680대의 PAFC를 생산할 수 있게 되었다. 2024년, 전북특별자치도 군산시 새만금 산업단지에 50㎿ 규모의 SOFC를 생산할 수 있는 공장을 준공하였다.

## 사업장
- 본사: 전북특별자치도 익산시 석암로 7길 100
- 서울사무소: 서울특별시 중구 장충단로275 두산타워 17F

## 같이 보기
- 수소연료전지
- 하이엑시움모터스